# Teemu Suninen
Teemu Suninen (ur. 1 lutego 1994 w Tuusula) – fiński kierowca rajdowy reprezentujący brytyjski zespół M-Sport Ford World Rally Team. 

## Sukcesy
- 2016 – drugie miejsce w klasie WRC2 w Rajdowych mistrzostwach świata.
- 2017 – trzecie miejsce w klasie WRC2 w Rajdowych mistrzostwach świata.

## Wyniki

### WRC
| Sezon | Zespół                                                                  | Samochód                                                                                                | 1      | 2       | 3         | 4  | 5  | 6     | 7  | 8  | 9      | 10 | 11            | 12 | 13 | 14        | 15 | 16 | Punkty | Miejsce |
| ----- | ----------------------------------------------------------------------- | --- | ------ | ------- | --------- | -- | -- | ----- | -- | -- | ------ | -- | ------------- | -- | -- | --------- | -- | -- | ------ | ------- |
| 2014  | AKK Sports Team Finland                                                 | Citroën DS3 R3T                                                                                         | -      | -       | -         | -  | -  | -     | -  | 17 | -      | -  | -             | -  | -  |           |    |    | -      | -       |
| 2015  | Team Oreca TGS Worldwide                                                | Citroën DS3 R3T Škoda Fabia S2000 Ford Fiesta R5                                                        | -      | -       | -         | -  | NU | 34    | 19 | 54 | -      | -  | -             | -  | -  |           |    |    | -      | -       |
| 2016  | Team Oreca TGS Worldwide                                                | Škoda Fabia R5                                                                                          | 12     | 10      | 9         | -  | 46 | 8     | 11 | 10 | 56     | -  | 15            | 28 | 14 | 10        |    |    | 8      | 18.     |
| 2017  | M-Sport                                                                 | Ford Fiesta R5 Ford Fiesta WRC                                                                          | -      | 10      | -         | 8  | -  | 12    | -  | 6  | 4      | 16 | 8             | 31 | -  |           |    |    | 29     | 14.     |
| 2018  | M-Sport Ford WRT                                                        | Ford Fiesta R5 Ford Fiesta WRC                                                                          | 18     | 8       | 12        | -  | 9  | 3     | 10 | 6  | 5      | 4  | NU            | 11 | NU |           |    |    | 54     | 12.     |
| 2019  | M-Sport Ford WRT                                                        | Ford Fiesta WRC                                                                                         | 11     | 23      | NU        | 5  | 7  | 5     | 4  | 2  | 8      | 29 | 4             | NU | 7  | Australia |    |    | 89     | 9       |
| 2020  | M-Sport Ford WRT                                                        | Ford Fiesta WRC                                                                                         | 8      | 8       | 3         | 6  | NU | 5     | NU |    |        |    |               |    |    |           |    |    | 44     | 7.      |
| 2021  | M-Sport Ford WRT Movisport Hyundai Motorsport N Hyundai Shell Mobis WRT | Ford Fiesta WRC Ford Fiesta R5 Mk. II Volkswagen Polo GTI R5 Hyundai i20 N Rally2 Hyundai i20 Coupe WRC | NU     | 8       | 10        | 8  | 31 | Kenia | 6  | NU | Grecja | 8  | 11            | 6  |    |           |    |    | 29     | 11.     |
| 2022  | Hyundai Motorsport N                                                    | Hyundai i20 N Rally2                                                                                    | Monako | Szwecja | Chorwacja | NU | 38 | Kenia | 9  | DK | Belgia | 17 | Nowa Zelandia | 11 | 8  |           |    |    | 9      | 20.     |

### WRC2
| Sezon | Zespół                                 | Samochód                         | 1      | 2       | 3      | 4         | 5          | 6          | 7      | 8         | 9         | 10        | 11              | 12        | 13        | 14        | 15 | 16 | Punkty | Miejsce |
| ----- | -------------------------------------- | -------------------------------- | ------ | ------- | ------ | --------- | ---------- | ---------- | ------ | --------- | --------- | --------- | --------------- | --------- | --------- | --------- | -- | -- | ------ | ------- |
| 2015  | TGS Worldwide Team Oreca TGS Worldwide | Škoda Fabia S2000 Ford Fiesta R5 | Monako | Szwecja | Meksyk | Argentyna | Portugalia | Włochy     | 6      | Finlandia | 6         | Australia | 5               | 13        | 1         |           |    |    | 51     | 10.     |
| 2016  | Team Oreca TGS Worldwide               | Škoda Fabia R5                   | Monako | Szwecja | 1      | Argentyna | 16         | 1          | 1      | 2         | Niemcy    |           | Francja         | 4         | 3         | Australia |    |    | 120    | 2.      |
| 2017  | M-Sport                                | Ford Fiesta R5                   | Monako | 2       | Meksyk | 2         | Argentyna  | 2          | Włochy | Polska    | Finlandia | 7         | 1               | 13        | Australia |           |    |    | 85     | 3.      |
| 2018  | M-Sport                                | Ford Fiesta R5                   | 3      | Szwecja | Meksyk | Francja   | Argentyna  | Portugalia | Włochy | Finlandia | Niemcy    | Turcja    | Wielka Brytania | Hiszpania | Australia |           |    |    |        |         |